# Anthony Sosa
Anthony Alexis Sosa Martínez, noto semplicemente come Anthony Sosa (José Pedro Varela, 27 luglio 1996), è un calciatore uruguaiano, difensore del Miramar Misiones.

## Caratteristiche tecniche
È un terzino sinistro.

## Carriera
Il 24 ottobre 2015 ha debuttato in Segunda División Profesional disputando con il Torque l'incontro perso 2-1 contro il Boston River.